# كيفين موفات
كيفين موفات (بالإنجليزية: Kevin Moffat)‏ (6 أغسطس 1988 بإدنبرة في المملكة المتحدة - ) هو لاعب كرة قدم بريطاني في مركز الهجوم. لعب مع نادي فالكيرك ونادي ستيرلينغ ألبيون.

## وصلات خارجية
- كيفين موفات على موقع قاعدة بيانات كرة القدم.إي يو (الإنجليزية)
- كيفين موفات على موقع Soccerbase.com (لاعب) (الإنجليزية)